# Tony Rosendahl
Tony Rosendahl, född 30 augusti 1936 i Stockholm, död 20 december 2007 i Uppsala, var en svensk ekobrottsling och journalist. Under 1960- och 1970-talet gjorde han sig skyldig till ett flertal kända ekonomiska brott, vilket främst handlade om förmögenhetsbrott, och dömdes senare för bedrägeri.
Han var även ansvarig för en av Sveriges mest osannolika rymningar i den svenska kriminalvårdens historia, då han med hjälp av tolv andra fångar lyckades rymma från landets rymningsäkraste anstalt, Kumlafängelset. Rosendahl lyckades hålla sig gömd ett halvår för att senare gripas och bli placerad i isoleringscell, längre än någon annan svensk fånge, tills han blev frisläppt 1974. Efter sin frigivning fick han anställning på den svenska herrtidningen Lektyr där han skrev flera reportage. Han studerade även vid Uppsala universitet där han så småningom även undervisade.
Hans brevskrivning från fängelsevistelsen publicerades av författarinnan Maja Ekelöf i boken Brev.
Han fick tillsammans med sin hustru Lotta Bjursell en dotter.
I Katrineholm finns en vänsterpartistisk politiker med samma namn.